# Реунов Валентин Амплійович
Реунов Валентин Амплійович (26 травня 1939, м. Київ — 17 лютого 2007) — український художник, колекціонер, реставратор. Член НСХУ з 1972.

## Освіта
У 1966 році закінчив Національну Академію образотворчого мистецтва і архітектури. Серед викладачів — Василь Забашта та Валентина Виродова-Готьє.

## Біографія
Народився у 1939 році у Києві. Представник київського андеграундного мистецтва. Відмовився малювати пропагандистські картини та роботи в обов'язковому для радянських митців стилі. Став «самітником». Був відомим київським колекціонером та реставратором. Автор численних натюрмортів. Роботи прикрашають музеї та приватні колекції України, Швейцарії, Великої Британії, Німеччини, Росії.